# Alfredo Baldeón
Alfredo Baldeón Silva (1901 - 1922) fue un panadero ecuatoriano que fue dirigente sindical de la sociedad Unión de Panaderos de Socorros Mutuos, afiliada a la Federación de Trabajadores Regional del Ecuador. Es reconocido por ser la primera víctima mortal de la masacre de obreros del 15 de noviembre de 1922.

## Biografía
Radicado en Guayaquil en la calles Cacique Álvarez (Lazarista) entre Huancavilca y Capitán Nájera, ejerció el oficio de panadero, a los 22 años participó como líder gremial en las marchas del 15 de noviembre de 1922, a las 14:30 hora de Ecuador, se encaminaba a la gobernación a solicitar la libertad de los obreros detenidos.
Para fortalecer la huelga, los gremios organizaron núcleos de control del paro que estaban vigentes, una de estos grupos descubrió que una panadería de la calle Coronel estaba trabajando. La comisión pidió al propietario, de apellido Chambers, que la cerrara; este llamó a la Policía, esta manifestación fue repelida por la policía.
Alfredo logró arrebatar el fusil a un policía y fue de los primeros en responder al fuego. Sin embargo, la confrontación no duró mucho tiempo, y una vez acabadas las municiones que el arma disponía, un capitán de la policía le clavó su bayoneta (aunque algunos textos indican que fue un yatagán) en la boca en las calles Chiriboga entre Chimborazo y Eloy Alfaro.

## Tumba
Fue enterrado en el Cementerio General de Guayaquil, su tumba se ubica en la puerta 3 del Cementerio General de Guayaquil, en el cerro, en lo que se conoce como el “cementerio de los pobres”. En el año de 1972 en conmemoración  de sus 50 años de fallecido, varios gremios obreros construyeron un pequeño mausoleo sobre la tumba.

## En la cultura popular
Alfredo Baldeón, es el personaje principal de la novela literario del escritor Gallegos Lara, llamada Las cruces sobre el agua. Lo que ha llevado a convertir al personaje en un ser mítico, y a la novela tener la equivocada presunción de ser un relato histórico.